# Baorisa hieroglyphica

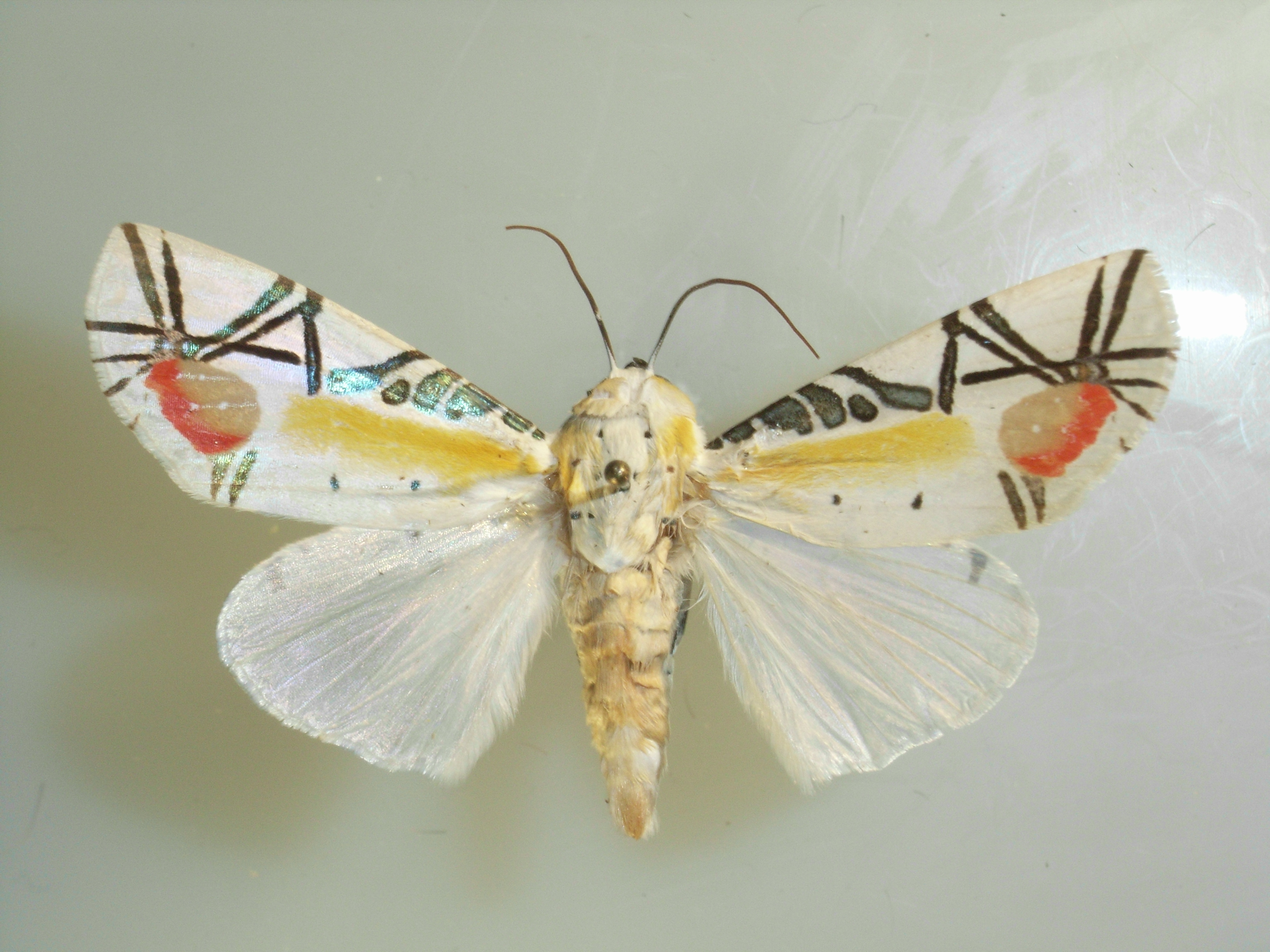
Präparat

Baorisa hieroglyphica ist ein in Asien vorkommender Schmetterling (Nachtfalter) aus der Familie der  Eulenfalter (Noctuidae). Wird auch als Picasso-Motte bezeichnet.

## Merkmale

### Falter
Die Falter erreichen eine Flügelspannweite von 2 Inches (50 Millimeter). Die Vorderflügeloberseite hat eine weiße Farbe. Entlang des  Vorder- und Außenrandes verläuft ein Muster aus unregelmäßigen schwarzen Streifen und Flecken, die leicht bläulich schimmern und zuweilen an eine Bilderschrift, ähnlich den Ägyptischen Hieroglyphen erinnern und dementsprechend auf den Artnamen verweisen. Von der Basalregion erstreckt sich ein orangefarbenes Band bis in die Diskalregion, das Richtung Innenrand mit kleinen schwarzen Punkten angelegt ist. Auffällig ist ein großer gelbbrauner Fleck, der Richtung Außenrand breit rot angelegt ist. Als Trivialname wird die Art im englischen Sprachgebrauch aufgrund dieser auffälligen Zeichnung zuweilen in Anlehnung an Werke des Malers Pablo Picasso als Picasso-Moth (Picasso-Nachtfalter) bezeichnet, eine Ableitung, die zuweilen auch bei anderen auffällig gefärbten Tieren, beispielsweise beim Picasso-Drückerfisch (Rhinecanthus aculeatus) angewendet wurde. Die Hinterflügeloberseite von Baorisa hieroglyphica ist zeichnungslos weiß und zeigt einen leichten rosafarbenen Schimmer.

### Präimaginalstadien
Die ersten Stände sind noch nicht beschrieben.

### Ähnliche Arten
Die Gattung Baorisa galt zunächst als monotypisch mit der einzigen Art Baorisa hieroglyphica. Untersuchungen ergaben jedoch, dass Baorisa zumindest drei weitere, allopatrische Arten enthält und zwar Baorisa philippina von den Philippinen, Baorisa sulawesiana von Sulawesi und Baorisa floresiana von Flores. Der Holotypus von Baorisa hieroglyphica befand sich in der Schmetterlingssammlung von Otto Staudinger, die nach seinem Tod im Jahr 1937 an das Zoologische Museum der Humboldt-Universität in Berlin (ZMB) ging. Das Exemplar ist jedoch nicht mehr auffindbar. Ende der 1990er Jahre wurde ein Neotypus für dieses Taxon im ZMB hinterlegt. Eine Bestimmung der vorab genannten vier Arten sollte durch Spezialisten erfolgen.

## Verbreitung und Vorkommen
Bisher wurden nur wenige Exemplare von Baorisa hieroglyphica in Indien und Indonesien gefunden. Der für die Erstbeschreibung verwendete Falter stammte aus Darjeeling.

## Lebensweise
Details zur Lebensweise von Baorisa hieroglyphica müssen noch erforscht werden.